# Zur Mühlen (Haan)

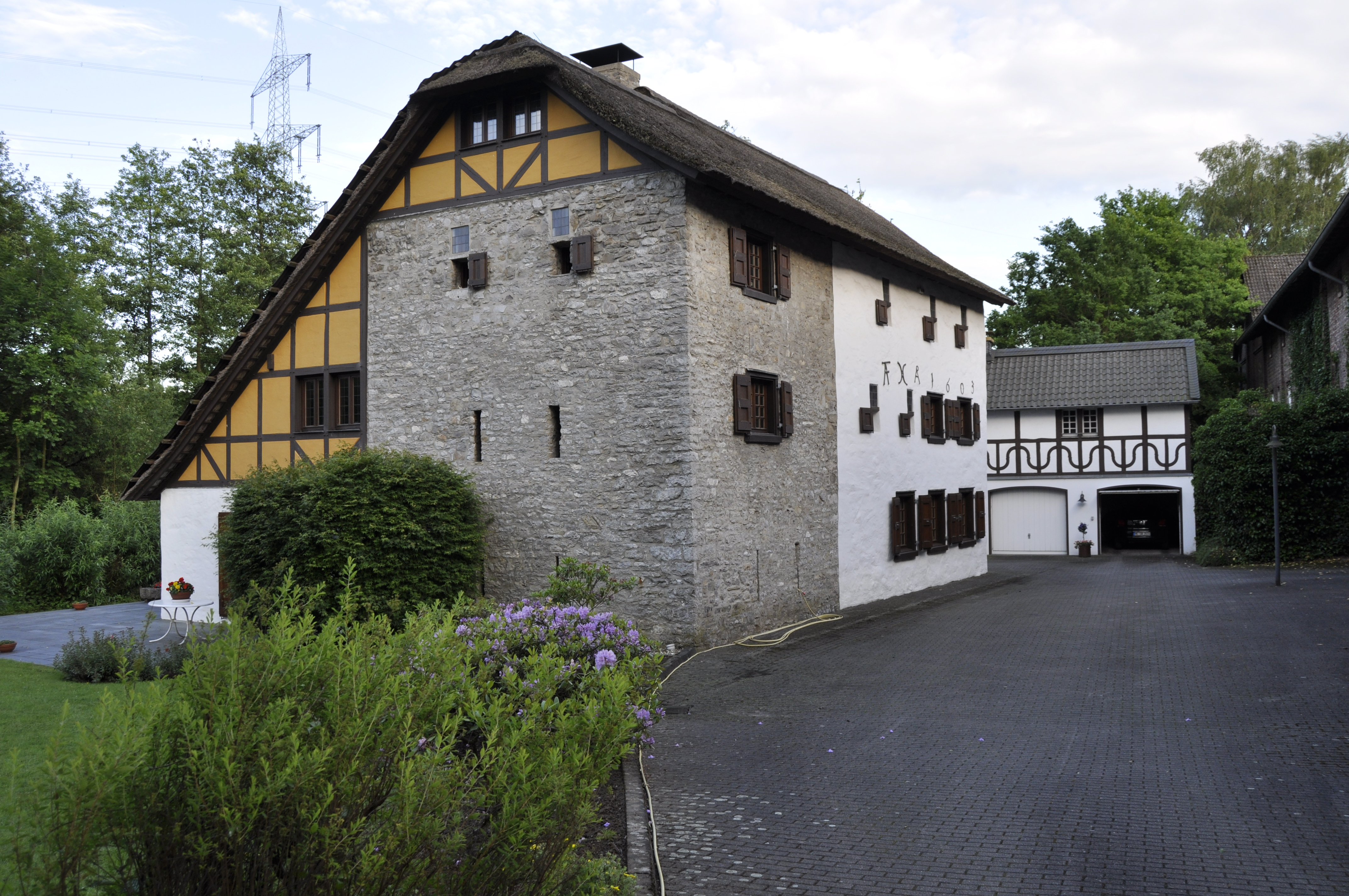
Hofgebäude Zur Mühlen 2

Zur Mühlen im Obgruiten, einem Ortsteil von Haan, zum nordrhein-westfälischen Kreis Mettmann gehörig, ist ein Hofgebäude, das heute als Wohnhaus dient und als Baudenkmal geschützt ist.
Der Hof „Zur Mühlen“ ist erstmals urkundlich 1487 genannt. Das Gebäude ist auf 1603 datiert. Eine Erweiterung fand im 18. Jahrhundert statt. Ein Gebäudeteil des zweigeschossigen Bruchsteingebäudes ist mutmaßlich schon 1430 als Wehrspeicher (Steingarden) erwähnt. Dieser wurde 1603 noch umgebaut und erneuert.
Am 26. November 1982 wurde das Bauwerk als Baudenkmal in die Denkmalliste der Stadt Haan eingetragen. Eine Ergänzung und eine Restaurierung wurden 1987/88 ausgeführt.